# Palau de Sans Souci
El Palau de Sans Souci és un castell situat a Milot, al nord d'Haití. Construït en el segle xix, el Palau de Sans Souci és obra d'Henri Christophe, un dels herois de la Revolució haitiana, autoproclamat rei. Va ordenar la construcció del gran palau en un estil que pogués competir amb Versalles. Va ser declarat a Patrimoni de la Humanitat per la UNESCO l'any 1982 amb la denominació de Parc Nacional Històric: Ciutadella, Sans Souci, Ramiers.